# Сива (приток на Кама)
Сива (на руски: Сива) е река в Пермски край и Република Удмуртия на Русия, десен приток на Кама (ляв приток на Волга). Дължина 206 km. Площ на водосборния басейн 4870 km².
Река Сива води началото си от крайните югоизточни части на Горнокамското възвишение, на 240 m н.в., на 8 km на юг-югоизток от село Пихтовка, в югозападната част на Пермски край. Тече предимно в широка и плитка залесена долина през югоизточната част на възвишението, основно в югозападно направление, като силно меандрира. След село Лисия навлиза в Република Удмуртия и се влива отдясно в река Кама, при нейния 329 km, на 69 m н.в., на 6 km южно от село Перевозное, в югоизточната част на Република Удмуртия. Основните ѝ притоци са десни: Сосновка (65 km) и Вотка (66 km). Има смесено подхранване с преобладаване на снежното с ясно изразено пролетно пълноводие в края на април и началото на май. Среден годишен отток 32,2 m³/s. Замръзва през 2-рата половина на октомври, а се размразява през април. По течението ѝ са разположени около 20 предимно малки населени места.